# Diclonius calamarius
 Diclonius calamarius es una especie dudosa del género Diclonius extinto de dinosaurio ornitópodo hadrosáurido, que habitó a finales del período Cretácico, hace aproximadamente entre 75 millones de años en el Campaniense, en lo  que es hoy América del Norte.